# Ctenodes decemmaculata
Ctenodes decemmaculata là một loài bọ cánh cứng trong họ Cerambycidae.